# أيفي أولسون
أيفي أولسون (بالإنجليزية: Ivy Olson) هو لاعب كرة قاعدة أمريكي، ولد في 14 أكتوبر 1885 في كانساس سيتي في الولايات المتحدة، وتوفي في 1 سبتمبر 1965 في إنغليووود في الولايات المتحدة.

## وصلات خارجية
- أيفي أولسون على موقعبيزبول رفرنس.كوم (الدوري الرئيسي) (الإنجليزية)
- أيفي أولسون على موقعبيزبول رفرنس.كوم (الدوري الثانوي) (الإنجليزية)
- أيفي أولسون على موقع جمعية أبحاث البيسبول الأمريكية (الإنجليزية)